# Наиљ Јакупов
Наиљ Раилович Јакупов (рус. Наиль Раилович Якупов; Нижњекамск, 6. октобар 1993) руски је професионални хокејаш који игра у нападу, на позицији десног крила.
На драфту НХЛ лиге 2012. одабран је као први пик од стране Едмонтон ојлерса за које и данас наступа.

## Јуниорска каријера
Прве хокејашке кораке Јакупов је направио у омладинском погону клуба Њефтехимик у свом родном граду, где је његов отац Раил радио као тренер. За јуниорску екипу одиграо је 14 утакмица (са учинком од 4 гола и 2 асистенције) у сезони 2009/10 (пропустио је други део сезоне због повреде руке). Већ наредне године одлази у Канаду, у јуниорску екипу Сарнија Стинг (хокејашка лига Онтарија). Захваљујући одличном учинку у дресу Стинга у премијерној сезони (2010/11) када је на 65 утакмица успео да постигне чак 49 голова и 52 асистенције (укупно 101 поен) проглашен је за најбољег дебитанта не само у лиги Онтарија, већ у целој Канади.
И наредну сезону 2011/12. одиграо је у јуниорској екипи за Стинг, такође забележивши јако добар учинак (31 гол и 38 асистенција на 42 утакмице).

## Професионална каријера
Током НХЛ улазног драфта који је одржан 23. јуна 2012. у Питсбургу, Јакупов је изабран као први пик од стране екипе Едмонтон ојлерса, са којом је месец дана касније потписао и први професионални уговор на три године. Јакупов је тако постао тек трећи руски играч који је у НХЛ лигу ушао са позиције један на улазном драфту (после Иље Коваљчука 2001. и Александра Овечкина 2004).
Због локаута на почетку сезоне 2012/13, Ојлерси су проследили Јакупова назад у тим из Сарније за предстојећу сезону. Међутим Јакупов је инсистирао да се врати у Русију у редове КХЛ лигаша Њефтехимика, сматрајући да ће му играње у сениорској конкуренцији много више помоћи да напредује у каријери.
У КХЛ-у је дебитовао 22. септембра у утакмици против чељабинског Трактора, али је након свега две одигране утакмице суспендован од стране борда лиге. Према правилима ИИХФ, играчи који током сезоне мењају клубове у различитим земљама морају имати дозволу од обе хокејашке федерације за тај потез. У Јакуповљевом случају проблем је представљао хокејашки савез Канаде који му није дао „зелено светло“ за наступе у Русији, а разлог је био постојећи уговор између бордова НХЛ и ОХЛ према којем су сви играчи са уговором обавезни да играју једино у клубовима за које су везани уговорима. Пошто је НХЛ био у стању локаута, Јакупов је могао да игра једино за Сарнију. На крају, након неколико дана ипак је добио дозволу за повратак у Русију, уз образложење да је у време потписивања уговора био малолетан, и да није био у пратњи правног саветника.
За Њефтехимик је одиграо 22 утакмице (10 голова и 8 асистенција), након чега се по окончању локаута крајем јануара 2013. вратио у Едмонтон. Прву утакмицу у НХЛ лиги одиграо је 20. јануара против екипе Канакса, а већ два дана касније постигао је и свој први погодак у лиги, на „домаћем“ леду против Сан Хозе шаркса.
У победи против Канакса од 7:2 (27. април 2013) Јакупов је постигао свој први хет-трик, а сва три гола је постигао у последњој трећини. Током месеца априла постигао је укупно 11 погодака, што му је донело награду за најбољег дебитанта месеца априла. Дебитантску сезону окончао је са 17 погодака и 14 асистенција на 48 одиграних утакмица.

## Репрезентација
Јакупов је у три наврата наступао за јуниорске селекције Русије на светским првенствима, и сва три пута је освајао медаље. На првенству за играче до 18 година 2011. освојио је бронзану медаљу, а управо на утакмици за бронзу против Канаде постигао је 3 погодка (у победи од 6:3). До медаља је долазио и на наредна два јуниорска шампионата (2012. сребро и 2013. бронза).

## Клупска статистика
| 2009/10.   | Реактор Нижњекамск | МХЛ        | 14  | 4  | 2  | 6   | 26  | — | — | — | — | — |
| 2010/11.   | сарнија Стинг      | ОХЛ        | 65  | 49 | 52 | 101 | 71  | — | — | — | — | — |
| 2011/12.   | Сарнија Стинг      | ОХЛ        | 42  | 31 | 38 | 69  | 30  | 4 | 2 | 3 | 5 | 4 |
| 2012/13.   | ХК Њефтехимик      | КХЛ        | 22  | 10 | 8  | 18  | 33  | — | — | — | — | — |
| 2012/13.   | Едмонтон ојлерси   | НХЛ        | 48  | 17 | 14 | 31  | 24  | — | — | — | — | — |
| ОХЛ укупно | ОХЛ укупно         | ОХЛ укупно | 107 | 80 | 90 | 170 | 101 | 4 | 2 | 3 | 5 | 4 |
| КХЛ укупно | КХЛ укупно         | КХЛ укупно | 22  | 10 | 8  | 18  | 33  | — | — | — | — | — |
| НХЛ укупно | НХЛ укупно         | НХЛ укупно | 48  | 17 | 14 | 31  | 24  | — | — | — | — | — |

### Репрезентативна статистика
| Година         | Репрезентација | Такмичење      | Ут. | Гол. | Асис. | Бод | Искљ. |
| -------------- | -------------- | -------------- | --- | ---- | ----- | --- | ----- |
| 2011.          | Русија         | У18 СП         | 7   | 6    | 7     | 13  | 6     |
| 2012.          | Русија         | СПЈ            | 7   | 0    | 9     | 9   | 6     |
| 2013.          | Русија         | СПЈ            | 7   | 3    | 5     | 8   | 0     |
| Укупно јуниори | Укупно јуниори | Укупно јуниори | 21  | 9    | 21    | 30  | 12    |